# Tạp chí thanh thiếu niên

Báo Hoa Học Trò là đại diện tiêu biểu nhất cho dòng tạp chí thanh thiếu niên tại Việt Nam

Tạp chí thanh thiếu niên hay tạp chí teen là dòng tạp chí nhắm đến đối tượng độc giả là thanh thiếu niên. Trên đó thường đăng những chuyện nhặt nhạnh, tin đồn, tin tức, các mẹo thời trang, bài phỏng vấn, và có thể đính kèm các tấm poster, nhãn dán, các mẫu hàng mỹ phẩm nhỏ hoặc các sản phẩm và tờ ảnh rời khác.
Lĩnh vực tạp chí thanh thiếu niên đại đa phần là hướng đến độc giả nữ. Một vài ấn phẩm ví dụ như Teen Ink và Teen Voices của Mỹ thì phục vụ cho cả độc giả nam và nữ, nhưng các ấn phẩm chuyên biệt dành cho các cậu bé tuổi teen lại khá là hiếm. Nhiều học giả từng lên tiếng phê bình về dòng tạp chí thanh thiếu niên, vì các chủ đề đăng trên đó vẫn còn hạn hẹp và chỉ giới thiệu một lượng giới hạn các vai trò của phái nữ. Một số học giả tin rằng chúng có sức ảnh hưởng bởi mối quan hệ gia tăng giữa tạp chí và độc giả. Có một khoảng không gian nữ tính rõ rệt do bản thân bài viết tạo ra vì ban biên tập của các tạp chí thanh thiếu niên thường tập trung vào việc sản xuất nội dung bài viết của họ sao cho thích hợp với khả năng phân tích của độc giả.
Cùng với hầu hết các dòng tạp chí đang thịnh hành thì tạp chí thanh thiếu niên đặc trưng ở việc phát hành đến đâu bán đến đó tại các siêu thị, quầy thuốc, nhà sách và các sạp báo.